# Кроссер-орбіта
Кроссер-орбіта — один із шести типів орбіт астероїдів і космічних апаратів навколо Сонця відносно планет Сонячної системи. На малюнку цей тип показаний праворуч знизу. Сонце позначено помаранчевою точкою, а товстою жовтою смугою показана орбіта планети, обмежена відстанню від Сонця в перигелії й афелії. Перигелій такого астероїда розташований ближче, ніж перигелій планети, а афелій, відповідно, далі. У результаті, рухаючись навколо Сонця, астероїд двічі перетинає орбіту планети — наближаючись до Сонця та віддаляючись від нього.